# Neoporus undulatus
Neoporus undulatus är en skalbaggsart som först beskrevs av Thomas Say 1823.  Neoporus undulatus ingår i släktet Neoporus och familjen dykare. Inga underarter finns listade i Catalogue of Life.